# Milan Jablonský
Milan Jablonský (* 9. února 1956 Praha) je český textař, básník, publicista. Dětství prožil mezi žižkovskými pavlačáky. Za totality mu neoficiálně vyšly čtyři básnické sbírky: Křivá zrcadla, Smutná múza a já, Bludiště svět a Prej to dělá to naše IQ. Po sametové revoluci už oficiálně sbírka Něco k obědu, něco k večeři.
V roce 1988 stál u založení písničkářského sdružení Krychle a stal se na příští roky jeho neoficiálním principálem. Jako textař spolupracoval s písničkáři Františkem Kaslem a Jirkou Zipem Suchým, texty psal i pro několik kapel - Bokomara, Sekvoj, Poutníci, Bluesberry. Jeho vrcholným počinem byla textařská práce na tematickém albu skupiny Bokomara Cenathálie. V posledních letech se odmlčel a podle vlastních slov už uzavřel svoji uměleckou kariéru[zdroj?].